# ROG Phone 6
ROG Phone 6 je chytrý herní telefon (gaming smartphone) špičkových parametrů od tchajwanských ASUSTek, poháněný systémem Android.
Kromě parametrů vyniká i futuristickými tvary. K telefonu má být nabízena i sada příslušenství (herní sluchátka atd.).
| „                          | Představení nové procesorové platformy znamená start nové éry výkonu herních smartphonů, což hráčům poskytne konkurenční výhodu. Díky kombinaci působivého hrubého výkonu a nového systému chlazení je řada telefonů ROG Phone 6 bezkonkurenční volbou pro ty, kteří chtějí vítězit. | “ |
| — z propagačních materiálů | |   |